# Вратарь (фильм, 2015)
«Врата́рь» (фр. Keeper) — международно-спродюсированный драматический фильм, снятый Гийомом Сене. Мировая премьера ленты состоялась 7 августа 2015 на Локарнском кинофестивале. «Вратарь» был номинирован на бельгийскую национальную кинопремию «Магритт» в восьми категориях, победив в трех из них, в том числе за лучший первый фильм.

## Сюжет
Фильм рассказывает о двух подростках, которые собираются завести ребенка.